# Gli orrori di Omega
Gli orrori di Omega (The Status Civilization) è un romanzo di fantascienza dallo scrittore statunitense Robert Sheckley, pubblicato nel 1960.
È un racconto distopico ambientato in una società caotica di soli criminali, qual è il pianeta del titolo, diametralmente opposta a quella terrestre, utopica e al contempo conservativa e stagnante.

## Storia editoriale
Il romanzo è stato pubblicato per la prima volta con il titolo Omega! tra l'agosto e il settembre del 1960 sulla rivista Amazing Stories.
Il romanzo è stato tradotto in Italiano nel 1961 da Mario Galli per Mondadori nella collana Urania e più volte ripubblicato.

## Trama
Will Barrent si risveglia su un letto come d'ospedale. Ben presto si rende conto di trovarsi in un'astronave per essere tradotto su un pianeta chiamato Omega, una colonia penale dove i condannati sono deportati dalla Terra e lì abbandonati. Barrent non si capacita sul motivo della sua condanna, addirittura per omicidio, comunicatagli laconicamente al momento dello sbarco.
Non ha l'aspetto né l'indole di un criminale, non ricorda alcunché del delitto né del suo passato terrestre. La memoria dei condannati viene infatti abilmente rimossa. Non c'è tempo per le domande, in quanto in una colonia di criminali non vi è altra legge che quella della giungla. Ha inizio per Barrent una lunga serie di terribili disavventure dove la ricerca della verità sarà il fine ultimo della sua sopravvivenza.